# Unitarisme (theologie)
Unitarisme (van het Latijnse unitas, "eenheid") is een stroming in het christendom die de leer van de goddelijke drie-eenheid of triniteit verwerpt. In hun opvatting van het één-zijn van God wordt Jezus Christus niet als (mede-)goddelijk beschouwd, in tegenstelling tot de opvatting binnen de hoofdstroom van het christendom.

## Voorlopers
Voorlopers van deze opvatting waren onder meer Arius, die navolging kreeg binnen het  arianisme, Michael Servet, Adam Pastor en het socinianisme.

## 17e en 18e eeuw
In de 17e en 18e eeuw groeide de unitarische overtuiging uit tot een beweging toen rationalisme en de Verlichting sterk de overhand kregen. Het wezen van het christendom werd in de leringen en vooral in de ethiek van de niet als god beschouwde, historische Jezus gezocht.

## 19e eeuw
Theophilus Lindsey (1723-1808) verliet in 1774 de Anglicaanse Kerk en stichtte samen met Joseph Priestley (1733-1804) in Londen de eerste unitarische gemeente, die in 1825 met andere gemeenten samen kwam in de British and Foreign Unitarian Association. In 1928 nam deze bond van gemeenten de huidige naam Unitarian and Free Christian Churches aan, die een congregationalistische kerkorde kent. Bekende unitariërs in de 19e eeuw waren James Martineau, Ralph Waldo Emerson, W.E. Channing en Theodor Parker. De Harvard Divinity School was unitarisch, totdat zij in 1870 in de universiteit werd opgenomen. Parker stelde uit elementen van het Book of Common Prayer een unitarische liturgie samen.
Het meer conservatieve deel van het unitarisme behield het geloof in de maagdelijke geboorte, in wonderen, in de opstanding en de sociniaanse christologie, zoals bij Robert Spears, en heeft na 1848 overleefd in groepen zoals de Broeders in Christus.

## Unitariërs in de Verenigde Staten
In de Verenigde Staten ontstonden unitarische gemeenten uit de linkervleugel der Congregationalisten; in 1785 werd in Boston de eerste gesticht door James Freeman. Ook in dit land had Priestley grote invloed. In 1825 kwam een vereniging van gemeenten tot stand als American Unitarian Association.
De Bijbelonderzoekers en de hieruit ontstane Jehova's getuigen hangen ook het unitarisme aan, in de vorm van het arianisme.
In 1959 kwamen vertegenwoordigers van de Amerikaanse unitariërs en van de universalisten tot overeenstemming; in 1961 werd de verenigde denominatie gesticht met ca. 160.000 leden. Doel van de unie is onder meer het verbreiden van universele waarheden, geleerd door de grote profeten en leraren der mensheid en samengevat in de joods-christelijke erfenis als liefde tot God en tot de medemens. De waardigheid van de mens en het gebruik van democratische methoden in menselijke verhoudingen met daarbij de visie van één wereldgemeenschap gegrond op de idealen broederschap, gerechtigheid, en vrede.
De unitarische kerken zijn leden van het International Congress of Free Christians and Other Religious Liberals.

## 20e en 21e eeuw
Een bekende voorstander van het Bijbels unitarisme in de Verenigde Staten is Sir A. Buzzard. Hij komt niet voort uit eerdere stromingen.
Sinds enige jaren is er ook een Bijbels unitarische stroming te onderscheiden binnen de Messiasbelijdende Joden, die teruggrijpt op de Hebreeuwse wortels van het christelijk geloof. Deze stroming houdt dan ook vast aan het joodse godsbeeld van een enig (ondeelbare) God, de Vader. Een vooraanstaand verdediger van dit standpunt is onder anderen Uri Marcus.
Het Bijbels unitarisme verschilt van het universalistisch unitarisme. Bijbels unitariërs beschouwen zichzelf als christelijk, in tegenstelling tot veel universalistische unitariërs, die zichzelf niet (meer) als christelijk beschouwen, maar als algemeen religieus. Het woord 'unitarisme' krijgt daarmee de nieuwe betekenis van "radicaal vrijzinnig". Deze ontwikkeling vond in de VS al plaats in de tweede helft van de 19e eeuw (onder invloed van Ralph Waldo Emerson) en in Engeland iets later. In Nederland ziet men dezelfde ontwikkeling bij de Vrijzinnige Geloofsgemeenschap NPB die naast vrijzinnig christendom ook in het religieus humanisme zijn levensbeschouwelijke wortels vindt. De NPB is sinds februari 2012 lid van het wereldwijde verbond van unitarische en universalistische geloofsgemeenschappen ICUU (International Council of Unitarians and Universalists).

## Unitariërs in Nederland
Naast Nederlandse leden van de eerder genoemde Jehova's getuigen en Broeders in Christus (deze laatsten hebben een sociniaans karakter) treft men aanhangers van het unitarisme aan binnen de Remonstrantse Broederschap en de Doopsgezinde Sociëteit, evenals binnen het vrijzinnig protestantisme in Nederland. Binnen het evangelisch christendom draagt J.C. Plooy dit geloof actief uit. Andere christelijke gemeentes of sites die het unitarisme aanhangen zijn vooralsnog onbekend.
Ook komt het unitarisme in Nederland binnen het zogenaamde Messiasbelijdend jodendom voor. Zo ziet een 'behoorlijk aantal' van de leden van de vereniging Hadderech Jesjoea (Jezus) niet als God, zoals in het rapport 'Ontmoeting' naar voren komt.
Messiasbelijdende Joden zien JHWH, de Eeuwige, als Eén (Deuteronomium 6:4). Desalniettemin bestaat er verschil van interpretatie over het wezen van God.

### Messiaanse beweging
In Nederland houden ongeveer vijf Messiaanse gemeenten het unitarisme aan, waaronder Ma'kor Chajiem (Friesland) en 'Ebhen Shêtíjáh (Zeeland). Ook binnen de Messiaanse Sjoel wordt deze overtuiging breed aangehangen, hoewel deze niet luid verkondigd wordt. De Messiaanse website EenigGod doet dit wel. 
Binnen de Messiaanse beweging wordt het unitarisme dus niet algemeen aanvaard. Wel wordt door bijvoorbeeld de Tora-Yeshuabeweging (Ben Kok) de drie-eenheid verworpen. Deze beweging houdt echter vast aan de Jeshua (Jezus), als deel hebbend aan het wezen van God.

## Unitariërs elders
Unitarische kerken bestaan verder in Polen (Socinianen) en Roemenië (Zevenburgen).